# Jürgen Damm
Jürgen Damm Rascón (Tuxpan, Veracruz, México, 7 de noviembre de 1992), es un futbolista mexicano de origen alemán que juega como extremo en el Oakland Roots Sports Club Del Campeonato de la USL Championship

## Biografía
Jürgen Damm Rascón nació en una familia de clase media alta. Su abuelo paterno es de Alemania y por este motivo cuenta con la nacionalidad alemana. Nació en el Estado de Veracruz y debido al trabajo de su padre, su familia se mudó a Toronto cuando él tenía 2 años. Después de dos años en Canadá, Jürgen y su familia regresaron a México y se establecieron en Guadalajara, donde comenzó su carrera futbolística. Como su padre siempre creyó primero en la educación, no le permitió a Jürgen unirse a algún club hasta los 17 años. Esto hizo que siguiera estudiando para obtener un título en Administración de Empresas.
Jürgen fue descubierto por Magdaleno Mercado y lo invitó a intentarlo con Atlas. Pasó 6 meses con el equipo, pero se fue. Fue después transferido a Estudiantes Tecos en gestión de Francisco Chávez.

## Trayectoria

### Inicios Atlas F. C. y Tecos F. C.
Jürgen fue descubierto por Magdaleno Mercado y lo invitó a intentarlo con Atlas. Pasó 6 meses con el equipo, pero se fue por malas decisiones de los directivos. Fue transferido a Estudiantes Tecos en gestión de Francisco Chávez. Comenzó jugando en las fuerzas inferiores, entre ellas Sub-15, Sub-17, Sub-20, así como el equipo de Tercera división de México. 
Al tener grandes actuaciones en las fuerzas inferiores, fue visoriado por el técnico Héctor Hugo Eugui, quien lo llevó al primer equipo donde comenzó a hacer pretemporada para el Clausura 2012.
Debuta en primera división el 25 de marzo de 2012 en la derrota de Tecos 4-0 ante el Monterrey.

### C. F. Pachuca
Jürgen Damm Rascón llega a los Tuzos después que Grupo Pachuca compra Estudiantes Tecos que a la postre se convertiría en Mineros de Zacatecas. El club Pachuca hizo la compra del equipo, ya que salía más cara la carta del jugador que la propia franquicia y al hacer la compra la condición era que Damm estuviera entre los jugadores del equipo, después de hacer la compra Pachuca lo lleva y se convierte en su primer refuerzo.
Damm demostró gran calidad en su estancia en el Pachuca por lo que el Chelsea F. C. hizo una oferta de 4 millones de euros, la cual el C. F. Pachuca rechazó. "Todavía tiene que dar mucho en Pachuca. Tiene que conseguir todavía muchos objetivos, pensamos (al momento de la oferta del Chelsea) que no era el momento para que se fuera", señaló Fassi (vicepresidente del C. F. Pachuca).
Durante el Draft de invierno del 2013-14 estuvo a punto de ser fichado por los Pumas, Club América y Club Deportivo Guadalajara, que al final no se concretó debido al muy alto costo de su carta.
En Pachuca consiguió llegar a 2 finales y ser un jugador importante en el esquema de Enrique Meza, jugó 5 temporadas en el cuadro de la Bella Airosa, anotando 15 goles y 13 asistencias hasta el Draft del verano 2015, donde fue comprado en una cifra récord por el cuadro Universitario de los Tigres.

### Tigres UANL
El 10 de junio de 2015, a pesar de rumores que lo colocaban en Europa, Damm fue comprado por los Tigres UANL en aproximadamente 10 millones de dólares. Con los Tigres, Damm disputó la final de la Copa Libertadores 2015 contra el River Plate, la cual perdió el cuadro mexicano por 3-0. En el torneo Apertura 2015, Damm y los Tigres logran el campeonato de la Liga MX tras haber disputado una dramática final contra Pumas UNAM. Damm vuelve a conseguir otro campeonato de la Liga MX junto a los Tigres el 25 de diciembre de 2016 frente al Club América. Más tarde, Jürgen levanta su tercer campeonato de la Liga MX al vencer al acérrimo rival de los Tigres, el conjunto Club de Fútbol Monterrey el 10 de diciembre de 2017. Y en el Clausura 2019 levantaría su cuarto título con el club derrotando al Club León con marcador global de 1-0 a favor del cuadro regio.

### Atlanta United
El 1 de julio de 2020 fichó por el Atlanta United de la MLS, luego de ser liberado de Tigres.

### Club América
El 24 de junio de 2022 fue presentado como refuerzo del América de la Liga MX.

### Atlético San Luis
El 13 de junio fue anunciado como refuerzo del Atlético San Luis.

## Selección nacional

### Selección absoluta
| Club               | País   | Part. | Goles | Periodo       |
| ------------------ | ------ | ----- | ----- | ------------- |
| Selección Mexicana | México | 12    | 1     | 2015-Presente |

El 18 de marzo de 2015 Jürgen Damm es convocado por el técnico de la Selección Mexicana de Fútbol, Miguel Herrera, para disputar los partidos de fecha FIFA contra las selecciones de Ecuador y Paraguay.
Debutó el 28 de marzo de 2015 en el segundo tiempo, sustituyendo al minuto 84' a Héctor Herrera ante Ecuador, encuentro donde la Selección Mexicana vence por 1-0. Su segunda convocatoria fue el 17 de noviembre de 2015 contra el seleccionado hondureño. Llamado por el nuevo estratega colombiano Juan Carlos Osorio, anotó su primer gol a tan sólo 2 minutos de haber entrado de cambio en lugar de Javier "Chicharito" Hernández y con su gol confirmó la victoria de 2-0 a favor de México.

### Goles internacionales

#### Marcadores y resultados
| 1. | 17 de noviembre de 2015 | Estadio Olímpico Metropolitano, Honduras | Honduras | Anotado | 2-0 | Clasificación para la Copa Mundial 2018 |

## Estadísticas
| Club                          | Temporada     | Liga  | Liga  | Liga   | Copas nacionales | Copas nacionales | Copas nacionales | Torneos internacionales | Torneos internacionales | Torneos internacionales | Total | Total | Total  |
| Club                          | Temporada     | Part. | Goles | Asist. | Part.            | Goles            | Asist.           | Part.                   | Goles                   | Asist.                  | Part. | Goles | Asist. |
| ----------------------------- | ------------- | ----- | ----- | ------ | ---------------- | ---------------- | ---------------- | ----------------------- | ----------------------- | ----------------------- | ----- | ----- | ------ |
| Tecos F. C. · México          |               |       |       |        |                  |                  |                  |                         |                         |                         |       |       |        |
| 2011/12                       | 1             | 0     | 0     | -      | -                | -                | -                | -                       | -                       | 1                       | 0     | 0     |        |
| 2012/13                       | 18            | 0     | 0     | 6      | 0                | 1                | -                | -                       | -                       | 24                      | 0     | 1     |        |
| Total club                    | 19            | 0     | 0     | 6      | 0                | 1                | -                | -                       | -                       | 25                      | 0     | 1     |        |
| C. F. Pachuca · México        | 2013/14       | 39    | 3     | 3      | 1                | 0                | 0                | -                       | -                       | -                       | 40    | 3     | 3      |
| C. F. Pachuca · México        | 2014/15       | 28    | 1     | 4      | -                | -                | -                | 3                       | 1                       | 0                       | 31    | 2     | 4      |
| C. F. Pachuca · México        | Total club    | 67    | 4     | 7      | 1                | 0                | 0                | 3                       | 1                       | 0                       | 71    | 5     | 7      |
| C. F. Tigres UANL · México    | 2015/16       | 36    | 3     | 0      | -                | -                | -                | 13                      | 1                       | 2                       | 49    | 4     | 2      |
| C. F. Tigres UANL · México    | 2016/17       | 34    | 5     | 4      | 1                | 0                | 0                | 7                       | 2                       | 2                       | 42    | 7     | 6      |
| C. F. Tigres UANL · México    | 2017/18       | 31    | 1     | 3      | 1                | 0                | 2                | 3                       | 0                       | 2                       | 35    | 1     | 7      |
| C. F. Tigres UANL · México    | 2018/19       | 22    | 0     | 2      | 2                | 1                | 0                | 3                       | 0                       | 0                       | 27    | 1     | 2      |
| C. F. Tigres UANL · México    | 2019/20       | 14    | 0     | 1      | -                | -                | -                | -                       | -                       | -                       | 14    | 0     | 1      |
| C. F. Tigres UANL · México    | Total club    | 137   | 9     | 10     | 4                | 1                | 2                | 26                      | 3                       | 6                       | 167   | 13    | 18     |
| Atlanta United Estados Unidos | 2020          | 14    | 0     | 3      | -                | -                | -                | -                       | -                       | -                       | 14    | 0     | 3      |
| Atlanta United Estados Unidos | 2021          | 11    | 0     | 0      | -                | -                | -                | 2                       | 1                       | 0                       | 13    | 1     | 0      |
| Atlanta United Estados Unidos | 2022          | 0     | 0     | 0      | -                | -                | -                | -                       | -                       | -                       | 0     | 0     | 0      |
| Atlanta United Estados Unidos | Total club    | 25    | 0     | 3      | 0                | 0                | 0                | 2                       | 1                       | 0                       | 27    | 1     | 3      |
| C. América · México           | 2023          | 7     | 0     | 0      | 0                | 0                | 0                | -                       | -                       | -                       | 7     | 0     | 0      |
| C. América · México           | Total club    | 7     | 0     | 0      | 0                | 0                | 0                | 0                       | 0                       | 0                       | 7     | 0     | 0      |
| C. Atl. de San Luis · México  | 2023-24       | 17    | 1     | 0      | -                | -                | -                | 1                       | 0                       | 0                       | 18    | 1     | 0      |
| C. Atl. de San Luis · México  | Total club    | 17    | 1     | 0      | 0                | 0                | 0                | 1                       | 0                       | 0                       | 18    | 1     | 0      |
| Total carrera                 | Total carrera | 272   | 14    | 20     | 11               | 1                | 3                | 32                      | 5                       | 6                       | 315   | 20    | 29     |

## Palmarés

### Títulos nacionales
| Título               | Club        | País   | Año  |
| -------------------- | ----------- | ------ | ---- |
| Liga MX              | Tigres UANL | México | 2015 |
| Campeón de Campeones | Tigres UANL | México | 2016 |
| Liga MX              | Tigres UANL | México | 2016 |
| Campeón de Campeones | Tigres UANL | México | 2017 |
| Liga MX              | Tigres UANL | México | 2017 |
| Campeón de Campeones | Tigres UANL | México | 2018 |
| Liga MX              | Tigres UANL | México | 2019 |